# Mortiers
|  | Per a altres significats, vegeu «Mortiers (Aisne)». |

Mortiers és un municipi francès al departament de la Charanta Marítima i a la regió de Nova Aquitània. L'any 2007 tenia 189 habitants.

## Demografia

### Població
El 2007 la població de fet de Mortiers era de 189 persones. Hi havia 84 famílies de les quals 24 eren unipersonals (8 homes vivint sols i 16 dones vivint soles), 40 parelles sense fills i 20 parelles amb fills.
La població ha evolucionat segons el següent gràfic:

### Habitatges
El 2007 hi havia 101 habitatges, 85 eren l'habitatge principal de la família, 9 eren segones residències i 7 estaven desocupats. 96 eren cases i 5 eren apartaments. Dels 85 habitatges principals, 54 estaven ocupats pels seus propietaris, 26 estaven llogats i ocupats pels llogaters i 5 estaven cedits a títol gratuït; 7 tenien dues cambres, 14 en tenien tres, 24 en tenien quatre i 40 en tenien cinc o més. 63 habitatges disposaven pel capbaix d'una plaça de pàrquing. A 39 habitatges hi havia un automòbil i a 36 n'hi havia dos o més.

### Piràmide de població
La piràmide de població per edats i sexe el 2009 era:
| Homes | Edats   | Dones |
| ----- | ------- | ----- |
| 0     | 95 o +  | 0     |
| 0     | 90 a 94 | 4     |
| 0     | 85 a 89 | 16    |
| 0     | 80 a 84 | 4     |
| 8     | 75 a 79 | 4     |
| 8     | 70 a 74 | 4     |
| 4     | 65 a 69 | 16    |
| 12    | 60 a 64 | 8     |
| 0     | 55 a 59 | 0     |
| 8     | 50 a 54 | 8     |
| 0     | 45 a 49 | 0     |
| 4     | 40 a 44 | 8     |
| 4     | 35 a 39 | 8     |
| 4     | 30 a 34 | 4     |
| 4     | 25 a 29 | 8     |
| 8     | 20 a 24 | 4     |
| 0     | 15 a 19 | 4     |
| 0     | 10 a 14 | 4     |
| 0     | 5 a 9   | 4     |
| 12    | 0 a 4   | 0     |

## Economia
El 2007 la població en edat de treballar era de 118 persones, 82 eren actives i 36 eren inactives. De les 82 persones actives 72 estaven ocupades (45 homes i 27 dones) i 10 estaven aturades (3 homes i 7 dones). De les 36 persones inactives 22 estaven jubilades, 5 estaven estudiant i 9 estaven classificades com a «altres inactius».

### Ingressos
El 2009 a Mortiers hi havia 82 unitats fiscals que integraven 184 persones, la mediana anual d'ingressos fiscals per persona era de 14.678 €.

### Activitats econòmiques
Dels 9 establiments que hi havia el 2007, 5 eren d'empreses de comerç i reparació d'automòbils, 1 d'una empresa d'hostatgeria i restauració, 1 d'una empresa immobiliària, 1 d'una empresa de serveis i 1 d'una empresa classificada com a «altres activitats de serveis».
L'únic servei als particulars que hi havia el 2009 era un restaurant.
L'any 2000 a Mortiers hi havia 23 explotacions agrícoles que ocupaven un total de 846 hectàrees.

## Poblacions properes
El següent diagrama mostra les poblacions més properes.